# Robin Gibb
Robin Hugh Gibb (22. prosinca 1949., - 20. svibnja 2012.), bio je britanski pjevač i skladatelj. Rodio se kao blizanac sa svojim starijim bratom Mauriceom Gibbom (1949. – 2003.). Obojica sa svojim starijim bratom Barryjem Gibbom osnivaju Bee Gees, jedan od najpopularnijih pop sastava svih vremena. Svoju glazbenu karijeru počeli su u Australiji, a veliku popularnost su stekli kada su se vratili u Veliku Britaniju. Njegov rad u sastavu prepoznavao se po skladanju i pjevanju.

## Životopis
Robin je sin Hugha i Barbare Gibb i sa svoja dva brata, Mauriceom i Barryjem, odrasta u Chorlton-cum-Hardy, Manchester, Engleska. Ubrzo nakon rođenja njihovog najmlađeg brata Andyja, 1958. godine, svi zajedno sele u Redcliffe, u Australiju. Pohađali su javnu školu Humpybong State School. Svoju glazbenu karijeru, započeli su u Australiji, a svjetsku slavu sa sastavom Bee Gees, stekli su kada su se vratili u Englsku, gdje su bili uočeni od Roberta Stigwooda.

### Solo karijera
Robinova uloga u sastavu, koja ga nije zadovoljavala, pretežito se svodila na vokalne izvedbe, koje je izvodi sa svojim bratom Barryjem u vrijeme britanskog uspjeha tijekom 1960-ih godina. To je rezultiralo njegovim napuštanjem sastava nakon što je otpjevao skladbu "Lamplight" i početkom njegove solo karijere. U međuvremenu su se proširile glasine o problemima s drogom, a roditelji su mu prijetili da će tražiti pomoć od suda pošto je bio maloljetan (tada je imao 19 godina, a punoljetnost u engleskoj je tada bila s 21).
Iako je njegov album Robin's Reign u početku bio uspješan s jednim hitom "Saved by the Bell", kasnije nije dobio prolaznu ocjenu i Robin je shvatio da solo karijera nije počela onako kako se on nadao. Stoga je odlučio da se vrati nazad svojoj braći u Bee Gees gdje će usporedno sa sastavom graditi svoju solo karijeru. U to vrijeme 1970. Robert Stigwood bio je urednik RSO recordsa, a on je jedan od ključnih ljudi koji je zaslužan za njihovu uspješnu glazbenu karijeru. Robin je i nakon povratka u Bee Gees, snimao svoje skladbe, "Oh! Darling", cover od Beatlasa i "Help Me", od Marcy Levya.
Također sudjeluje na albumu Sesame Street Fever, od sastava Sesame Street, na kojemu između ostalog izvodi naslovnu skladbu, a nakon toga radi skladbu za Oscar the Grouch, koja se zove "Trash", i govori na ostalim snimkama.
Iako i dalje sudjeluje u radu sastava Bee Gees, Robin i dalje promovira svoju solo karijeru i tijekom 1980-ih izdaje svoja tri studijska albuma (How Old Are You, Secret Agent i Walls Have Eyes), koji su bili uspješniji u kontinentalnoj Europi, nego u Velikoj Britaniji i SAD-u. Prva dva albuma imaju zvuk popa i dancea i veći su uspjeh zabilježili u Njemačkoj, dok je treći album pratio više elektronsku glazbu i sadržavao je više balada, a snimljen je uz pomoć njegove dvojice braće Mauricea i Barryja. 1984. njegov singl "Boys Do Fall in Love" dolazi na Billboardovu top 40 glazbenu ljestvicu.
Nakon albuma Walls Have Eyes, Robin se nanovo pridružio braću u Bee Gees i ostali su zajedno sve do 2002. godine. U istom tjednu kada iznenada umire njegov brat blizanac, Maurice, Robin objavljuje svoj sljedeći album pod nazivom Magnet. Album je 27. siječnja 2003. godine izlazi u Njemačkoj, a ubrzo i u cijelome svijetu. Album sadrži nekoliko starih Bee Geesovih klasika poput, "Wish You Were Here", ali i noovih akustičnih verzija. Nakon što je Maurice umro, Robin i Barry najavili su da Bee Gees više neće nastaviti s radom.
Robin je nedavno pjevao na otvaranju britanske kontakt emisije The Dame Edna Treatment, koju vode Barry Humphries, Dame Edna Everage i Sir Les Patterson.

## Suradnja
U kolovozu 2003., Robin je najavio da će izdati novi singl "My Lover's Prayer", skladbu koju je prvo snimio s Bee Geesom 1997. godine, na kojoj pjevaju Robin, Wanya Morris, i Lance Bass. Nastupao je i na radiu, ali te snimke nikada nisu objavljene. U listopadu 2003. snima spot u duetu s Alistairom Griffinom za drugu seriju Fame Academy, koja se prikazuje u Velikoj Britaniji, a Robin u njoj ima ulogu suca. "My Lover's Prayer" izlazi u Britaniji u siječnju 2004. godine, kao dvostruki CD na A strani i dosegao je broj pet na britanskoj top ljestvici singlova.
U siječnju 2005. godine, Robin zajedno s bratom Barryjem, pridružuje se mnogim drugim svjetskim glazbenicima, kako bi snimili jedan ljubavni singl, pod nazivom "Grief Never Grows Old", za pomoć stradalima u azijskom tsunamiu. Ostali glazbenici koji sudjeluju u projektu uključuju i Boy George, Steve Winwood, Jon Anderson, Rick Wakeman, Sir Cliff Richard, Bill Wyman, America, Kenny Jones, Chicago, Brian Wilson (The Beach Boys), Russell Watson i Davy Spillane.
U lipnju 2005. Robin se pridružuje televizijskoj emisiji music talent show, The X Factor, gdje na koncertu u zgradi Royal Albert Hall, izvodi Bee Geesovu skladbu "First of May". Snimka ove izvedbe, objavljena je u prosincu 2005. godine na A strani dvostrukog singla, nazvanog "G4 feat Robin Gibb", zajedno sa skladbom Johnnyja Mathisa "When a Child is Born". Ova je skladba također uključena u platinastu prodaju albuma G4 & Friends, koji je dosegao #6 na britanskoj Top ljestvici.
U studenome 2006. godine, Robin je snimio Božićni album pod nazivom Robin Gibb - My Favourite Carols, kako bi potpomogao londonski zbor The Serlo Consort. Na albumu se također nalazi i potpuno nova skladba koju je napisao Robin "Mother of Love", a u Europi je objavljena kao singli koji je dostupan na internetu. U skladbi je bio nadahnut svojim bratom Mauriceom Gibbom i to je ujedno i prvi novi snimak koji je Robin napravio od kako mu je brat blizanac umro 2003. godine.

## Osobni život
1968. godine Robin se ženi s Molly Hullis, koja je kao tajnica radila u organizaciji Roberta Stigwooda. Imali su mnogo sreće kada su 5. studenog 1967.g. preživjeli željezničku nesreću u kojoj je poginulo 49 ljudi. Imaju dvoje djece, Spencer i Melissa, ali se na kraju 1980.g. ipak rastaju i žive odvojeno, Robin je gotovo stalno u SAD-u, dok Molly život provodi u Velikoj Britaniji. Ponovno se ženi 1985. godine s umjetnicom Dwinom Murphy i s njom dobiva sina Robina Johna.

## Nagrade
Robin Gibb 1994. godine, dolazi u kuću slavnih skladatelja (Songwriters Hall of Fame), a 1997. godine sastav Bee Gees ulazi u kuću slavnih rock and roll izvođača (Rock and Roll Hall of Fame).
2002. godine odlikovan je britanskim redom viteza zajedno sa svojom dvojicom braće Mauriceom i Barryjem. Službena ceremonija održana je u zgradi Buckingham Palace 2004. godine, nakon što je Maurice umro.
Robin i Barry Gibb, primili su u svibnju 2004. godine počasni akademski stupanj časti "Doktor glazbe" od univerziteta u Manchesteru.

## Diskografija
Popis pjesama koje su napisali braća Gibb, drugi je na svijetu odmah iza Beatlesa. Njihove klasične uspješnice "To Love Somebody," "Tragedy" i "Emotion", bile su kao odskočna daska za sastav Destiny's Child i njihovu daljnju glazbenu karijeru. 2006. godine bivša pjevačica Atomic Kittena, Liz McClarnon, dolazi na poziciju #5 britanske Top ljestvice, s cover skladbom "Woman in Love", koju je producirao Robin Gibb. Skladba je inače bivša uspješnica #1, Robina i njegova brata Barryja, koja je 1980. izvorno napisana za Barbru Streisand. 2008. godine Robin se pridružuje pjevačici Valeriji, koja dolazi iz Moskve s novom verzijom hita Bee Geesa iz 1977.g. "Stayin' Alive", gdje će Robin otpjevati prateće vokale.

### Albumi
- veljača 1970.: Robin's Reign - Njemačka #19, Kanada #77
- neobjavljeno, 1970.: Sing Slowly Sisters
- srpanj 1983.: How Old Are You - Njemačka #6, Italija #13, Novi Zeland, Švicarska #26
- lipanj 1984.: Secret Agent - Njemačka #31, Švicarska #20
- studeni 1985.: Walls Have Eyes
- siječanj 2003.: Magnet - VB #43, Njemačka #10
- srpanj 2005.: Robin Gibb with the Neue Philharmonie Frankfurt Orchestra Live
- studeni 2006.: My Favourite Christmas Carols

### Singlovi
- lipanj 1969.: "Saved By The Bell" - VB #2, Nizozemska, Južna Afrika #1, Njemačka #3
- studeni 1969.: "One Million Years" - Nizozemska #6, Njemačka #14
- veljača 1970.: "August, October" - VB #45, Njemačka #12
- srpanj 1978.: "Oh Darling" - SAD #15, Čile #5
- rujan 1980.: "Help Me!" - (Duet s Marcy Levy). SAD #50
- lipanj 1983.: "Juliet" - VB #94, Njemačka, Italija, Švicarska #1, Austrija #2
- listopad 1983.: "How Old Are You" - VB #93, Njemačka #37
- siječanj 1984.: "Another Lonely Night In New York" - VB #71, Njemačka #16, Švicarska #19
- svibanj 1984.: "Boys Do Fall In Love" - VB #71, SAD #37, Južna Afrika #7, Italija #10, Njemačka #21
- kolovoz 1984.: "Secret Agent"
- listopad 1984:  "In Your Diary"
- studeni 1985.: "Like A Fool"
- veljača 1986.: "Toys"
- studeni 2002.: "Please" - VB #23, Njemačka #51
- siječanj 2003.: "Wait Forever"
- siječanj 2004.: "My Lover's Prayer" - (Duet s Alistair Griffin) VB #5
- prosinac 2005.: "First of May" - zajedno sa sastavom G4
- studeni 2006.: "Mother of Love" - (Dostupno samo na internetu)
- studeni 2007.: "Too Much Heaven" - (skladba samo za Njemačku, s US5) Njemačka #7
- svibanj 2008.:  "Alan Freeman Days" - Izdavač: Academy Recordings

## Vanjske poveznice
- Službene stranice Robina Gibba  Arhivirana inačica izvorne stranice od 28. rujna 2020. (Wayback Machine)
- Robin Gibb na stranicama MySpace
- Diskografija Robina Gibba